# Ernesto Haug
(Volontario Raffaele Villari, Storo, luglio 1866)
Ernesto Haug (Hradec nad Moravicí, 1818 – Roma, 1888) è stato un militare prussiano naturalizzato italiano, combattente del Risorgimento italiano.

## Biografia
Nato a Grätz, oggi Hradec nad Moravicí, territorio dell'impero austriaco, prestò servizio in molti eserciti, a cominciare da quello austriaco, dal 1834 al 1848, come aiutante di campo al Comando Generale del Tirolo, professore alla Scuola dei Cadetti, e nello Stato Maggiore di Vienna. Fu in America, nel periodo della Guerra messico-statunitense del 1846-1848.
Tornato in Europa si dimise dall'esercito austriaco perché, innamorato dell'Italia, non voleva combattervi contro. Nel 1848 fu attivissimo nella rivoluzione viennese contro gli Asburgo comandando la Legione Accademica di 4.000 studenti e fu condannato a morte. Accorso in Italia, nel 1849 Haug fu dapprima colonnello poi maggiore generale della Repubblica Romana, aiutante di campo di Giuseppe Garibaldi che lo ricordò in quel periodo come gli servisse: "In tutta la fazione da aiutante di campo con molto valore e sangue freddo". Prese parte alla battaglia di Velletri del 19 maggio contro le truppe dell'esercito del Regno delle Due Sicilie, ferito, fu decorato della medaglia d'oro al valor militare.
Haug, di religione protestante, combatté nella Guerra di Crimea nel 1853-1856, in Danimarca, nella Schlewig-Holstein nel 1864 e fu in relazione con Giuseppe Mazzini.
Nella terza guerra di indipendenza fu nuovamente al fianco di Garibaldi nel Corpo Volontari Italiani e fu nominato generale comandante la 1ª Brigata dei volontari, a seguito dell'intervento di Bettino Ricasoli presidente del Consiglio dei ministri del Regno d'Italia, composta dal 2º e 7º Reggimento. Coordinò l'Assedio del Forte d'Ampola, ma a guerra finita fu ritenuto da molti garibaldini e da alcuni storici il responsabile della disastrosa ritirata delle truppe volontarie nella prima fase della battaglia di Bezzecca.
Nel gennaio del 1867 entrò in polemica con lo Stato Maggiore dell'esercito e Giuseppe Garibaldi in quanto insoddisfatto dell'onorificenza avuta, la croce di ufficiale dell'Ordine militare di Savoia. Difatti l'Haug reclamò perché venisse commutata la croce in quella di commendatore per l'azione che svolse nella presa del forte d'Ampola, mentre per la battaglia di Bezzecca, chiedeva addirittura la medaglia d'oro al valor militare.
Interpellato dal ministero della Guerra, Garibaldi, il 1º giugno, rispose così lapidariamente: "Il generale Haug dice di aver salvato l'onore della giornata a Bezzecca, egli ricorderà bene d'essere stato aiutato da altri in quella faccenda".
Massone, membro del Grande Oriente d'Italia, il 16 gennaio 1885 fu membro del Consiglio dell'Ordine all'Assemblea Costituente.
Morì a Roma nel 1888.